# Зац, Моисей Борисович
Моисей Борисович Зац (при рождении Мойше Беркович Зац; 5 января 1904, Одесса, Одесская губерния, Российская империя — 1942, близ Севастополя) — советский драматург, журналист и сценарист.

## Биография
Родился 23 декабря (по старому стилю) 1903 года в Одессе, в семье несухоижского мещанина Берки Мошковича Заца и Суры Зац. Литературной деятельностью начал заниматься с 1922 года в качестве журналиста и работал в журналах Безбожник и Шквал. 
С 1924 года начал работу в кино в качестве сценариста. Совместно с Николаем Островским написал сценарий к фильму Как закалялась сталь, но из-за смерти писателя сценарий остался до конца недописанным. В 1941 году в начале Великой Отечественной войны был мобилизован в армию. В 1942 году погиб при обороне Севастополя. Посмертно награждён Орденом Красной Звезды.

## Фильмография

### Сценарист
- 1926 — Свежий ветер
- 1927 — Сумка дипкурьера
- 1928 —
  - Земля зовёт
  - Накануне
  - Ночной извозчик
- 1930 —
  - Солёные ребята
  - Хранитель музея
- 1931 — Приймак
- 1932 — Звездоносцы[2]
- 1934 — Казнь
- 1935 — Дивный сад
- 1935 — Как закалялась сталь, совместно с Николаем Островским[3]